# Adelaarsnevel

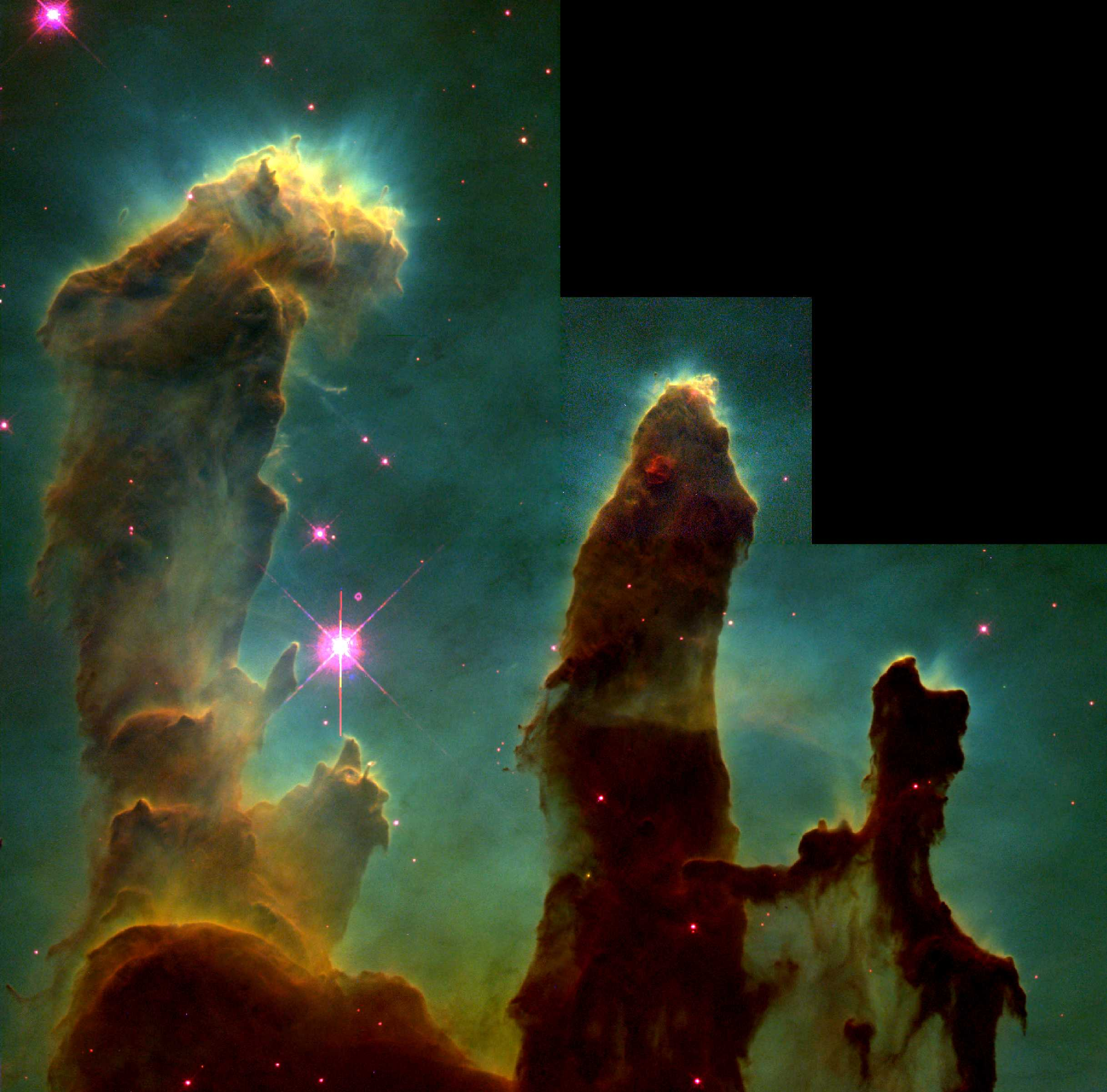
De pilaren der creatie, onderdeel van de Adelaarsnevel, met in het midden Burnham's Star-Queen Nebula

De Adelaarsnevel (IC 4703) is een emissienevel in het sterrenbeeld Slang. Hij omgeeft de jonge open sterrenhoop NGC 6611.
De sterrenhoop werd in 1745 ontdekt door Jean-Philippe de Chéseaux terwijl Charles Messier in 1764 de nevel eromheen ontdekte en vervolgens in zijn lijst opnam als nummer 16.
De eigenlijke Adelaarsnevel werd in 1876 ontdekt door Étienne Léopold Trouvelot, en in 1894 gefotografeerd door Isaac Roberts.
NGC 6611 is ongeveer 5,5 miljoen jaar oud en heeft een afmeting van ca. 15 lichtjaar, terwijl de nevel zich over 70 bij 55 lichtjaar uitstrekt. De recentste schattingen geven voor M16 een afstand van 5,700±400 lichtjaar
en een absolute magnitude van -8,21. De hete, jonge sterren van NGC 6611 zijn de bron van het door de nevel geëmitteerde licht. De "vingers" op de foto onder bestaan uit waterstofwolken met kosmisch stof en zijn de broedplaats van nieuwe sterren. Deze vingers worden ook wel de "Pilaren der Creatie" of "Zuilen der Schepping" genoemd, alsook de "Star-Queen Nebula" ("Sterrenkoningin") voor het middelste gedeelte ervan, en de "Black Pillar" ("Zwarte Pilaar") in het noordoostelijke gedeelte van de Adelaarsnevel.